# Black & Decker
Black & Decker Corporation je ameriški proizvajalec električnih, akumulatorskih in drugih orodij. Sedež podjetja je v Towsonu, Maryland. Podjetje sta ustanovila S. Duncan Black in Alonzo G. Decker v Baltimoru leta 1910. 
Leta 1917 je Black & Decker izumil prvi električni vrtalnik.
Marca 2010 se je podjetje združilo s Stanley Worksom v Stanley Black & Decker.